# Política de saúde
Política de saúde pode ser definida como as "decisões, planos e ações realizadas para alcançar cuidados de saúde específicos dentro de uma sociedade". De acordo com a Organização Mundial da Saúde, uma política de saúde explícita pode conseguir vários resultados: define uma visão para o futuro; descreve as prioridades e os papéis esperados dos diferentes grupos; e cria consenso e informa as pessoas. A política de saúde governamental refere-se ao conjunto de estratégias, diretrizes e ações implementadas por um governo para promover e garantir o bem-estar da população em relação à saúde. Essa abordagem abrange diversos aspectos, incluindo prevenção de doenças, promoção da saúde, tratamento médico, acesso aos serviços de saúde, gestão de recursos, e equidade no sistema de saúde.
A implementação de uma política de saúde governamental envolve a formulação de planos e programas que visam melhorar a saúde da população, considerando fatores como acesso igualitário aos serviços de saúde, qualidade dos cuidados prestados, prevenção de doenças, promoção de estilos de vida saudáveis, e gestão eficiente dos recursos disponíveis. Além disso, a política de saúde geralmente está vinculada a questões econômicas, sociais e culturais, pois esses fatores têm impacto direto na saúde da população. A alocação de recursos, o financiamento adequado, a infraestrutura de saúde, a formação de profissionais da área e a participação da comunidade são elementos-chave na implementação bem-sucedida de políticas de saúde governamentais.

## Diferentes abordagens
A política de saúde refere-se frequentemente ao conteúdo de uma política relacionado com a saúde. Entendidas neste sentido, existem muitas categorias de políticas de saúde, incluindo política de saúde global, política de saúde pública, política de saúde mental, política de serviços de saúde, apólice de seguro, política de saúde pessoal, política farmacêutica e políticas relacionadas à saúde pública como política de vacinação, política de controle de tabaco ou Política de promoção da amamentação. A política de saúde também pode abranger tópicos relacionados à prestação de cuidados de saúde, por exemplo, financiamento e prestação, acesso aos cuidados, qualidade dos cuidados e equidade em saúde. A política de saúde também inclui a governança e a implementação de políticas relacionadas à saúde, às vezes chamadas de governança de saúde, governança de sistemas de saúde ou governança de saúde.
Os modelos conceituais podem ajudar a mostrar o fluxo do desenvolvimento de políticas relacionadas à saúde até a implementação de políticas e programas relacionados à saúde e  A política O processo abrange decisões tomadas a nível nacional ou descentralizado (incluindo decisões de financiamento) que afectam se e como os serviços são prestados. Assim, deve ser dada atenção às políticas a vários níveis do sistema de saúde e ao longo do tempo para garantir uma expansão sustentável. Um ambiente político favorável facilitará a ampliação das intervenções de saúde. e resultados de saúde. A política deve ser entendida como mais do que uma lei nacional ou uma política de saúde que apoia um programa ou intervenção. As políticas operacionais são as regras, regulamentos, diretrizes e normas administrativas que os governos usam para traduzir leis e políticas nacionais em programas e serviços nos sistemas de saúde.
Existem diversos aspectos e evidências que podem influenciar as decisões de governos, empresas do setor privado e outros grupos ao adotarem políticas específicas. A formulação de políticas baseadas em evidências requer a aplicação de princípios científicos e estudos rigorosos, como ensaios clínicos padronizados, visando identificar programas e práticas comprovadamente eficazes para melhorar resultados relevantes. A abordagem de políticas baseadas em evidências destaca a importância de utilizar dados concretos, análises estatísticas e pesquisas científicas para embasar escolhas que impactam a sociedade. Essa abordagem visa garantir que as políticas implementadas sejam fundamentadas em informações confiáveis, promovendo a eficácia e a eficiência na consecução de objetivos específicos. No contexto da saúde, os debates políticos frequentemente concentram-se em questões relacionadas aos cuidados pessoais, especialmente aquelas voltadas para a reforma na prestação de serviços de saúde. Essas discussões tendem a se dividir em categorias filosóficas e econômicas, refletindo diferentes perspectivas sobre como melhor organizar e financiar o sistema de saúde. Aspectos filosóficos incluem considerações éticas e morais, como o direito à saúde, a equidade no acesso aos serviços e a responsabilidade coletiva. Já os elementos econômicos abordam questões de financiamento, sustentabilidade financeira do sistema de saúde e alocação eficiente de recursos.
Os debates filosóficos centram-se em questões sobre direitos individuais, ética e autoridade governamental, enquanto os tópicos económicos incluem como maximizar a eficiência da prestação de cuidados de saúde e minimizar custos. O conceito moderno de saúde envolve acesso a profissionais médicos de diversas áreas, bem como a tecnologia médica , como medicamentos e equipamentos cirúrgicos. Também envolve acesso às informações e evidências mais recentes de pesquisas, incluindo pesquisa médica e pesquisa em serviços de saúde.
Em muitos países, cabe ao indivíduo obter acesso a bens e serviços de saúde, pagando-os diretamente como despesas do próprio bolso, e aos intervenientes do sector privado nas indústrias médica e farmacêutica para desenvolverem investigação. O planejamento e a produção de recursos humanos em saúde são distribuídos entre os participantes do mercado de trabalho. Outros países têm uma política explícita para garantir e apoiar o acesso de todos os seus cidadãos, para financiar a investigação em saúde e para planear números, distribuição e qualidade adequados de profissionais de saúde para cumprir as metas de saúde. Muitos governos em todo o mundo estabeleceram cuidados de saúde universais, que aliviam o fardo das despesas de saúde das empresas privadas ou dos indivíduos através da partilha de riscos financeiros. Há uma variedade de argumentos a favor e contra os cuidados de saúde universais e políticas de saúde relacionadas. Os cuidados de saúde são uma parte importante dos sistemas de saúde e, portanto, são frequentemente responsáveis por uma das maiores áreas de despesa para ambos governos e indivíduos em todo o mundo.

### Sistemas mistos
A adoção de um sistema misto de saúde, que integra elementos de cobertura pública e privada, é uma abordagem amplamente utilizada em muitos países. Essa estratégia visa combinar as vantagens de ambos os setores para oferecer uma cobertura mais abrangente e diversificada. Dessa forma, podemos explorar os principais aspectos relacionados a um sistema de saúde que incorpora tanto componentes públicos quanto privados. Um dos principais benefícios de um sistema misto é a oferta de acesso mais amplo aos serviços de saúde. O setor público garante que a população tenha acesso a serviços essenciais, independentemente da capacidade financeira, enquanto o setor privado fornece opções adicionais para aqueles que buscam serviços especializados ou têm recursos financeiros para acessar cuidados de saúde de alta qualidade. Além disso, a introdução de elementos do setor privado pode estimular a inovação e a eficiência no sistema de saúde. Parcerias público-privadas (PPPs) podem facilitar a incorporação de tecnologias e práticas inovadoras, ao passo que a competição no setor privado pode impulsionar melhorias na qualidade e eficácia dos serviços.
A flexibilidade e a escolha são características essenciais de um sistema misto. Enquanto o setor público fornece uma base sólida para cuidados básicos e serviços preventivos, o setor privado oferece opções de escolha e flexibilidade para aqueles que buscam serviços personalizados ou tratamentos específicos. Entretanto, a implementação bem-sucedida de um sistema misto requer considerações cuidadosas. É crucial garantir a equidade no acesso, evitando disparidades significativas entre os serviços públicos e privados. A regulação eficaz é essencial para manter padrões de qualidade e evitar práticas injustas. O gerenciamento de custos é outro desafio, especialmente quando há pressão sobre os orçamentos públicos. Exemplos práticos de países que adotam sistemas mistos incluem a Alemanha, com financiamento público e privado, a Austrália, que combina o sistema público Medicare com seguros de saúde privados opcionais, e Singapura, que integra um forte componente público (MediShield Life) com incentivos para a compra de seguros privados (Integrated Shield Plans). Um sistema de saúde misto pode oferecer uma abordagem equilibrada para atender às necessidades variadas da população, capitalizando nas forças tanto do setor público quanto do privado. A chave para o sucesso reside na adaptação do modelo às características específicas de cada país, mantendo a equidade, a regulamentação eficaz e a participação ativa da comunidade.

## Opções de política de saúde pessoa

### Filosofia: direito à saúde
Muitos países e jurisdições integram uma filosofia de direitos humanos na orientação das suas políticas de saúde. A Organização Mundial da Saúde informa que todos os países do mundo são partes de pelo menos um tratado (Declaração Universal dos Direitos Humanos) afirma que a assistência médica é um direito de todas as pessoas: A Declaração Universal dos Direitos Humanos das Nações Unidas, bem como outros direitos relacionados às condições necessárias para uma boa saúde. direito à saúde que aborda os direitos relacionados à saúde. Diz o Artigo 25 da Declaração Universal dos Direitos Humnaos: "Toda pessoa tem direito a um padrão de vida capaz de lhe assegurar saúde e bem-estar e de sua família, incluindo alimentação, vestuário, habitação e cuidados médicos e serviços sociais necessários, e o direito à segurança em caso de desemprego, doença, invalidez, viuvez, velhice ou outra perda de meios de subsistência em circunstâncias fora do seu controle".
Em algumas jurisdições e entre diferentes organizações religiosas, as políticas de saúde são influenciadas pela percepção da obrigação moldada pelas crenças religiosas de cuidar das pessoas em circunstâncias menos favoráveis, incluindo os doentes. Outras jurisdições e organizações não governamentais baseiam-se nos princípios do humanismo na definição das suas políticas de saúde, afirmando a mesma obrigação percebida e o mesmo direito consagrado à saúde. Nos últimos anos, a organização mundial de direitos humanos Amnistia Internacional concentrou-se na saúde como um direito humano, abordando o acesso inadequado a medicamentos para o VIH e os direitos sexuais e reprodutivos das mulheres, incluindo grandes disparidades na mortalidade materna dentro e entre países. Essa crescente atenção à saúde como um direito humano básico foi bem recebida pela importante revista médica The Lancet.
Ainda permanece uma controvérsia considerável relativamente às políticas sobre quem pagaria os custos dos cuidados médicos para todas as pessoas e em que circunstâncias. Por exemplo, os gastos do governo com saúde são por vezes usados como um indicador global do compromisso de um governo com a saúde do seu povo. Por outro lado, uma escola de pensamento emergente dos Estados Unidos rejeita a noção de financiamento dos cuidados de saúde através do financiamento dos contribuintes como incompatível com o direito (considerado não menos importante) do julgamento profissional do médico, e as preocupações relacionadas que o envolvimento do governo na supervisão da saúde dos seus cidadãos poderia minar o direito à privacidade entre médicos e pacientes. O argumento aprofunda que o seguro saúde universal nega o direito dos pacientes individuais de dispor de sua própria renda conforme sua própria vontade.
Outra questão no debate sobre direitos é a questão dos governos. uso de legislação para controlar a concorrência entre provedores de seguros médicos privados contra sistemas nacionais de seguro social, como o caso no Canadá& #39;programa nacional de seguro saúde. Os defensores do laissez-faire argumentam que isso corrói a eficácia de custos do sistema de saúde, pois mesmo aqueles que podem pagar por serviços de saúde privados drenam recursos do sistema público. A questão aqui é se os investidores- companhias de seguros médicos próprias ou organizações de manutenção de saúde estão em melhor posição para agir no melhor interesse de seus clientes em comparação com a regulamentação e supervisão governamental. Outra reivindicação nos Estados Unidos considera a regulamentação excessiva do governo dos setores de saúde e seguros como o fim efetivo das visitas domiciliares de caridade feitas por médicos entre os pobres e idosos.

## Economia: financiamento da saúde
Existem muitos tipos de políticas de saúde centradas no financiamento de serviços de saúde para repartir os riscos económicos de problemas de saúde. Estes incluem cuidados de saúde com financiamento público (através de impostos ou seguros, também conhecidos como sistemas de pagador único), privados obrigatórios ou voluntários seguro de saúde e completar a capitalização de serviços de cuidados de saúde pessoais através de empresas privadas, entre outras.. equitativa Está em curso o debate sobre que tipo de política de financiamento da saúde resulta em melhor ou pior qualidade dos serviços de saúde fornecidos e como garantir que os fundos alocados sejam usados de forma eficaz, eficiente e equitativos.
Existem muitos argumentos em ambos os lados da questão das políticas de financiamento público versus privado da saúde. O primeiro argumento afirma que os cuidados de saúde com financiamento público melhoram a qualidade e a eficiência da prestação de cuidados de saúde pessoais. Segundo essa perspectiva, os gastos do governo com saúde são essenciais para a acessibilidade e a sustentabilidade dos serviços e programas de saúde e para aquelas pessoas que de outra forma ficariam sem cuidados devido à falta de meios financeiros, qualquer cuidado de qualidade é uma melhoria. Dado que as pessoas consideram os cuidados de saúde universais gratuitos (se não houver prémio de seguro ou co-pagamento), é mais provável que procurem cuidados preventivos que possam reduzir o fardo da doença e os custos globais dos cuidados de saúde a longo prazo.  Os sistemas de pagador único reduzem o desperdício, eliminando o intermediário, ou seja, as seguradoras privadas, reduzindo assim a quantidade de burocracia. Em particular, reduzir a quantidade de papelada que os profissionais médicos precisam lidar para o processamento de sinistros de seguros permite que eles se concentrem mais no tratamento de pacientes.
O segundo argumento afirma que os cuidados de saúde financiados pelo setor privado conduzem a uma maior qualidade e eficiência nos cuidados de saúde pessoais.  A percepção de que os cuidados de saúde com financiamento público são gratuitos pode levar ao uso excessivo de serviços médicos e, portanto, aumentar os custos globais em comparação com o financiamento privado da saúde. A medicina financiada pelo setor privado leva a maior qualidade e eficiência por meio do aumento do acesso e da redução do tempo de espera para serviços e tecnologias de cuidados de saúde especializados. Limita a alocação de fundos públicos para cuidados de saúde pessoais não restringe a capacidade dos cidadãos não segurados de pagar pelos seus cuidados de saúde como despesas do próprio bolso. Os fundos públicos podem ser melhor racionalizados para fornecer serviços de atendimento de emergência, independentemente da condição de segurado ou da capacidade de pagamento, como acontece com o Lei de Tratamento Médico de Emergência e Trabalho Ativo nos Estados Unidos. Os cuidados de saúde financiados e operados de forma privada reduzem a necessidade de os governos aumentarem os impostos para cobrir os custos dos cuidados de saúde, o que pode ser agravado pelas ineficiências entre as agências governamentais devido à sua maior burocracia.
O financiamento público e privado em saúde é um tema crucial que influencia diretamente a acessibilidade, qualidade e equidade nos serviços de saúde em todo o mundo. Vamos discutir os desafios e benefícios associados a esses aspectos, bem como os problemas específicos relacionados à falta de recursos em países pobres e em desenvolvimento. O financiamento privado em saúde enfrenta diversos desafios, como: a desigualdade de Acesso, ou seja Sistemas de saúde predominantemente financiados pelo setor privado podem resultar em desigualdades significativas no acesso aos serviços, já que o custo pode excluir parte da população; o foco no lucro, pois o setor privado muitas vezes opera com a finalidade de obter lucro, o que pode levar à priorização de serviços mais rentáveis em detrimento de serviços essenciais para a saúde pública; a falta de coordenação, pois, sistemas fragmentados, onde diversos prestadores atuam de forma independente, podem levar a uma falta de coordenação nos cuidados, prejudicando a eficiência e a qualidade.
A seu turno, o financiamento público em saúde possui seus desafios: a limitação de recursos, pois os orçamentos públicos para saúde podem ser limitados, resultando em escassez de recursos para aquisição de equipamentos, contratação de profissionais e expansão de infraestrutura; burocracia e ineficiência, na medida em que a gestão ineficiente e a burocracia podem prejudicar a alocação eficaz dos recursos públicos, impactando negativamente a qualidade dos serviços.
A saúde básica universal busca garantir que todos tenham acesso a serviços essenciais, independentemente de sua capacidade de pagamento, reduzindo assim as disparidades sociais e econômicas. Ao focar em cuidados preventivos e promoção da saúde, a saúde básica universal contribui para a redução de doenças e, consequentemente, para a diminuição da carga sobre os sistemas de saúde. Investir em saúde básica pode resultar em custos mais baixos a longo prazo, uma vez que a prevenção é geralmente mais econômica do que o tratamento de doenças avançadas. Muitos países pobres e em desenvolvimento enfrentam desafios significativos devido à falta de recursos financeiros para investir em sistemas de saúde eficientes. A falta de investimento em infraestrutura de saúde pode limitar a capacidade de atender às necessidades básicas da população. Em países com recursos limitados, as decisões sobre a alocação de fundos devem ser cuidadosamente ponderadas, muitas vezes resultando em escolhas difíceis entre diferentes setores.

## Outras áreas da política de saúde
As opções de política de saúde vão além do financiamento e da prestação de cuidados de saúde pessoais, abrangendo domínios como pesquisa médica e planeamento da força de trabalho em saúde, tanto a nível nacional como internacional.

### Política de pesquisa médica
A Investigação médica pode ser tanto a base para a definição de uma política de saúde baseada em evidências, como o tema da própria política de saúde, particularmente em termos das suas fontes de financiamento. Aqueles que são a favor de políticas governamentais para pesquisas médicas com financiamento público postulam que a remoção do lucro como motivo aumentará a taxa de inovação médica.  Os que se opõem argumentam que fará o oposto, porque a remoção do incentivo ao lucro remove os incentivos à inovação e inibe o desenvolvimento e a utilização de novas tecnologias.
A existência de investigação médica sólida não conduz necessariamente a uma elaboração de políticas baseadas em evidências. Por exemplo, na África do Sul, cuja população estabelece o recorde de infecções pelo HIV, a política governamental anterior que limitava o financiamento e o acesso aos tratamentos da SIDA deparou-se com forte controvérsia, dada a sua com base na recusa em aceitar evidências científicas sobre os meios de transmissão. Uma mudança de governo eventualmente levou a uma mudança na política, com novas políticas implementado para acesso generalizado aos serviços contra o HIV. Outra questão está relacionada à propriedade intelectual, como ilustrado pelo caso do Brasil, onde surgiram debates sobre a política governamental que autoriza a fabricação nacional de medicamentos antirretrovirais usados no tratamento do HIV /AIDS, violando patentes de medicamentos.

### Política de força de trabalho em saúde
Alguns países e jurisdições têm uma política ou estratégia explícita para planejar números, distribuição e qualidade adequados de profissionais de saúde para atingir as metas de saúde, como abordar a escassez de médicos e escassez de enfermagem. Noutros lugares, o planeamento da força de trabalho é distribuído entre os participantes no mercado de trabalho como uma abordagem laissez-faire à política de saúde. As políticas baseadas em evidências para o desenvolvimento da força de trabalho são normalmente baseadas em resultados de pesquisas sobre serviços de saúde.

### Saúde na política externa
Muitos governos e agências incluem uma dimensão de saúde em sua política externa para alcançar saúde global metas. A promoção da saúde em países de baixa renda tem sido vista como fundamental para alcançar outros objetivos da agenda global, incluindo a promoção da segurança global, associada ao medo de pandemias, a propagação intencional de patógenos e um aumento potencial de conflitos humanitários, desastres naturais e emergência, a promoção ao desenvolvimento econômico, incluindo a abordagem do efeito econômico da saúde precária no desenvolvimento, dos surtos pandêmicos no mercado global e também da ganhar com o crescente mercado global de bens e serviços de saúde e a promoção da justiça social, a qual busca reforçar a saúde como um valor social e um direito humano, incluindo o apoio às Nações Unidas' Objetivos de Desenvolvimento do Milênio.

### Política global de saúde
A política de saúde global abrange as estruturas de governação global que criam as políticas subjacentes à saúde pública em todo o mundo. Ao abordar a saúde global, a política de saúde global “implica a consideração das necessidades de saúde das pessoas de todo o planeta acima das preocupações de nações específicas”. Distinguindo-se tanto da política de saúde internacional (acordos entre estados soberanos) quanto da política de saúde comparativa (análise da política de saúde entre estados), as instituições de política de saúde global consistem nos atores e normas que enquadram a resposta de saúde global.